# Peter Lorenz
Peter Lorenz (ur. 22 grudnia 1922 w Berlinie, zm. 6 grudnia 1987 tamże) – niemiecki polityk, działacz CDU.

## Życiorys
Po maturze został powołany do służby pracy i wojska. W czasie II wojny światowej służył na froncie wschodnim. Brał udział w bitwie pod Stalingradem. Po wojnie pracował w magistracie berlińskim, a od 1947 jako dziennikarz. Ukończył prawo na Uniwersytecie Humboldtów i Freie Universität Berlin (był tam przewodniczącym parlamentu studenckiego). Zaangażował się w założenie tego wolnego uniwersytetu w proteście przeciwko polityce władz komunistycznych. W latach 50. zdał państwowe egzaminy prawnicze. Pracował jako adwokat, a od 1965 jako notariusz.
Od 1945 był członkiem CDU. Działał w młodzieżówce partyjnej. W 1961 był wiceprzewodniczącym berlińskiego CDU. Od 1969 do 1981 przewodniczącym CDU w Berlinie Zachodnim. Od 1971 do 1981 członkiem zarządu CDU w RFN.
Od 1954 do 1980 był członkiem berlińskiego parlamentu. Był szefem klubu CDU, zaś od 1967 do 1975 oraz od 1975 do 1980 przewodniczącym parlamentu. Od 1976 do 1977, a następnie od 1980 do swojej śmierci w 1987 zasiadał w Bundestagu. Od 1980 do 1982 był przewodniczącym grupy parlamentarnej posłów CDU i CSU, zajmującej się sprawami Berlina Zachodniego. Od 1982 do 1987 był sekretarzem stanu w rządzie Helmuta Kohla i pełnomocnikiem rządu federalnego w Berlinie Zachodnim. Po wyborach do Bundestagu w 1987 złożył urząd.
Na początku lat 70. był głównym kontrkandydatem Klausa Schütza – rządzącego burmistrza Berlina Zachodniego, z ramienia socjaldemokratów (SPD). Typowano go na zwycięzcę w marcowych wyborach w 1975. Na trzy dni przed wyborami, 27 lutego 1975, został porwany przez skrajnie lewicowych terrorystów z Ruchu 2 Czerwca. W zamian za wypuszczenie Lorenza terroryści domagali się uwolnienia swoich towarzyszy, wśród których byli: Verena Becker, Rolf Heißler, Horst Mahler, Rolf Pohle, Igrid Siepmann oraz Gabriele Kröcher-Tiedemann.
Rząd RFN zgodził się na zamianę. Terroryści odlecieli 3 marca 1975 do Adenu w Jemenie. Następnego dnia Lorenz został uwolniony. W wyborach, które miały miejsce 2 marca, najwięcej głosów zebrała CDU. Jednak burmistrzem pozostał Klaus Schütz, który utworzył socjalliberalną koalicję.